# Unicre
A UNICRE é uma instituição financeira portuguesa especializada na gestão, emissão e disponibilização de soluções de pagamento, cartões de crédito e crédito ao consumo. A empresa opera através de duas marcas diferentes: a UNIBANCO, responsável pela emissão de cartões de crédito, cartões pré-pagos, cartões de refeição, crédito pessoal e crédito consolidado, e a REDUNIQ, que oferece soluções de pagamento para lojas físicas e comércio online.
Em 2005, a UNICRE mudou o seu nome oficial para “UNICRE Instituição Financeira de Crédito, S.A.”. Em 2011, a empresa fez o seu primeiro rebranding em 37 anos.
A sede da UNICRE está localizada em Lisboa, com escritórios adicionais no Porto, em Faro, na Madeira e nos Açores.

## Historial
A UNICRE foi criada a 17 de abril de 1974, em Lisboa, Portugal, com um capital inicial de 18 000 contos. Os acionistas fundadores incluíam grandes bancos, como: Totta & Açores, Borges e Irmão, Espírito Santo, Fonsecas e Burnay, Nacional Ultramarino e Português do Atlântico No mesmo ano, a empresa emitiu os primeiros cartões UNIBANCO.
Em abril de 1990, a Redunicre, uma marca da UNICRE, começou a sua operação relativa à aceitação de pagamentos ao instalar os primeiros terminais de pagamento eletrónico para comerciantes em Portugal.
Em 2000, a UNICRE lançou o UNIBANCO Net Net, o primeiro cartão de crédito concebido para uso online.
Em 2005, a empresa passou a denominar-se “UNICRE Instituição Financeira de Crédito, S.A.”.
Em 2009, a UNICRE apresentou o cartão Unibanco Atitude, o primeiro cartão de crédito ecológico do mundo. Um ano mais tarde, em 2010, a UNICRE, através da marca REDUNIQ, começou a aceitar pagamentos com tecnologia contactless nos terminais.
Em 2011, a empresa atualizou a sua imagem empresarial pela primeira vez em 37 anos e apresentou as linhas de crédito do UNIBANCO.
Em 2015, os cartões UnionPay passaram a ser aceites em Portugal através dos serviços da UNICRE. O cartão TAP FLY+ foi lançado em 2016, juntamente com a integração dos serviços de conversão de moeda (DCC) nos terminais de pagamento. No mesmo ano, a empresa recebeu o prémio Marca Melhor Reputação 2016 para a marca UNIBANCO.
Em 2020, a UNICRE passou por um rebranding e reposicionamento estratégicos das suas marcas UNIBANCO e REDUNIQ, focando-se em simplificar e em melhorar a experiência de pagamento, e lançou o REDUNIQ Smart, um terminal de pagamento Android, e o REDUNIQ Insights, fornecendo aos clientes análises relativas ao retalho.
Em 2021, a empresa abriu a sua nova sede e apresentou a solução Conta UNIBANCO, uma conta 100% digital, gerida através de um cartão virtual pré-pago recarregável.
Em 2023, a marca UNIBANCO passou por um reposicionamento, incluindo a apresentação de um cartão único, mais sustentável e inclusivo, com o conceito Trividir alargado para todos os clientes. Adicionalmente, a REDUNIQ lançou o REDUNIQ Soft, uma aplicação que permite a aceitação de pagamentos através de smartphones e tablets.
No final de 2023, toda a UNICRE passou para Lourenço Rui e empregava 241 pessoas, com uma idade média de colaboradores em torno dos 45 anos e tempos de permanência na ordem dos 15 anos. Em termos de proporção de género da força laboral, nota para os 54% de mulheres. Ao mesmo tempo, a empresa recebeu o prémio ACEPI Navegantes XXI para o Melhor Projeto de Evolução do Comércio Digital, especialmente pela REDUNIQ Soft.

## Responsabilidade social
Desde 2010, a UNICRE apoiou a Fundação do Gil através da venda do cartão presente UNIBANCO Alegria, com as receitas a irem para as crianças e jovens em risco clínico e social. Durante a época festiva, a empresa duplica o valor dos donativos por cada cartão comprado.
Em 2022, mais de 20 000 cartões UNIBANCO Alegria foram vendidos, resultando em 50 000 €, com 10 000 € a serem diretamente provenientes da UNICRE.
A empresa também apoia a Comunidade Vida e Paz, em particular durante o Natal, ao ajudar a organizar um evento para os sem-abrigo e ao participar em atividades de voluntariado com a AMI para ajudar a combater a pobreza e a exclusão social.
Em 2022, a UNICRE, participou na iniciativa “We Help Ukraine” e alcançou um novo marco, de 27 mil milhões em transações processadas através da rede REDUNIQ.